# Unconditionally Guaranteed
Unconditionally Guaranteed je osmé studiové album amerického hudebníka Captaina Beefhearta a skupiny The Magic Band. Album poprvé vyšlo v dubnu 1974 a produkoval ho Andy DiMartino. Nahráno bylo ve studiu Hollywood Sound v Los Angeles. Umístilo se na 192. příčce hitparády Billboard 200.

## Seznam skladeb
Všechny skladby napsal(i) Don Van Vliet a Andy DiMartino. 
| Pořadí         | Název                 | Délka |
| -------------- | --------------------- | ----- |
| 1.             | Upon the My-O-My      | 2:43  |
| 2.             | Sugar Bowl            | 2:13  |
| 3.             | New Electric Ride     | 3:02  |
| 4.             | Magic Be              | 2:55  |
| 5.             | Happy Love Song       | 3:54  |
| 6.             | Full Moon, Hot Sun    | 2:19  |
| 7.             | I Got Love on My Mind | 3:08  |
| 8.             | This Is the Day       | 4:51  |
| 9.             | Lazy Music            | 2:49  |
| 10.            | Peaches               | 3:20  |
| Celková délka: | Celková délka:        | 31:14 |

## Obsazení
- Captain Beefheart – zpěv, harmonika
- Alex St. Clair – kytara
- Zoot Horn Rollo – kytara
- Rockette Morton – baskytara
- Art Tripp – bicí, perkuse
- Mark Marcellino – klávesy
- Andy DiMartino – kytara
- Del Simmons – tenorsaxofon, flétna